# Hyloxalus alessandroi
Hyloxalus alessandroi (Grant & Rodríguez, 2001) è un anfibio anuro appartenente alla famiglia degli Aromobatidi.

## Etimologia
L'epiteto specifico è stato dato in onore di Alessandro Catenazzi.

## Distribuzione e habitat
È endemica del Perù, si trova a Kosñipata in provincia di Paucartambo nella regione di Cusco e San Gaban nella Provincia di Carabaya nella regione di Puno tra 820 e 1480 m di altitudine.

## Tassonomia
La specie era inserita precedentemente nel genere Allobates.